# هيلين مود ميريل
هيلين مود ميريل (بالإنجليزية: Helen Maud Merrill)‏ هي كاتِبة وأديبة وشاعرة أمريكية، ولدت في 5 مايو 1865 في بانجور في الولايات المتحدة، وتوفيت في 26 نوفمبر 1943 في بورتلاند في الولايات المتحدة.